# Нињ Туан
Нињ Туан (виј. Ninh Thuận) је једна од 58 покрајина Вијетнама. Налази се у региону Јужна Централна Обала. Заузима површину од 3.363,1 km². Према попису становништва из 2009. у покрајини је живело 564.993 становника. Главни град је Фан Жанг-Тап Ћам.